# La princesa de los Ursinos
La princesa de los Ursinos és una pel·lícula històrica espanyola de 1947 dirigida per Luis Lucia i protagonitzada per Ana Mariscal. Va ser feta a CIFESA, l'estudi més gran d'Espanya en els anys 40. La pel·lícula està basada en esdeveniments reals que van tenir lloc durant el regnat de Felip V d'Espanya.

## Resum
El rei Sol de França encarrega a la princesa dels Ursinos la missió de recordar-li al seu net Felip V d'Espanya que és francès abans que espanyol. El cardenal Portocarrero, veient les seves intencions, li demana al senyor Carvajal que la vigili. La princesa acabarà enamorant-se d'Espanya i del seu vigilant.
Quan esclati la Guerra de Successió espanyola i l'Arxiduc d'Àustria llanci un atac contra Espanya la princesa demanarà ajuda al rei Sol.

## Repartiment
- Ana Mariscal - Ana María de la Tremouille
- Fernando Rey - Felipe V
- Juan Espantaleón - el Cardenal Portocarrero
- Eduardo Fajardo - Capitán emisario
- José Isbert - Maese Pucheros
- María Isbert - Lidia
- Mariano Alcón - el Secretario de Goncourt
- Mariano Asquerino - Torcy
- Julio Rey de las Heras - Ministro
- Manuel Dicenta - Capitán
- Adriano Domínguez - Jefe de corchetes
- Luis García Ortega - Conde de la Vega
- César Guzmán
- José Jaspe - Truhán
- José María Lado - Embajador Goncourt
- Arturo Marín - D'Armegnon
- Julia Pachelo - Dama
- José Prada - Ortuzar
- Manuel Requena - Ventero
- Roberto Rey - Luis Carvajal
- Santiago Rivero - Souville
- Conrado San Martín - Capitán de frontera
- Pilar Santisteban - La reina
- Isidro Sotillo - Secretario del cardenal

## Premis
Tercera edició de les Medalles del Cercle d'Escriptors Cinematogràfics
| Categoria         | Nominats          | Resultat   |
| ----------------- | ----------------- | ---------- |
| Millor pel·lícula | Millor pel·lícula | Guanyadora |
| Millor guió       | Carlos Blanco     | Guanyador  |